# 中部ジュバ州
中部ジュバ州（ちゅうぶジュバしゅう、ソマリ語: Jubbada Dhexe　ジュバダ・テヘ、アラビア語: جوبا الأوسط、英語: Middle Juba）は、ソマリアの旧行政区画のひとつ。州都はブアレ。人口は約36万人（2014年推定）。
ソマリアの歴史的地域区分ではジュバランドにあたり、歴史的にも複雑なジュバランドは現在まで続くソマリア内戦の数多くの戦いのあった場所である。2013年以降はソマリア連邦政府側のジュバランド自治政府の首都が州都ブアレに置かれている。

## 隣接州
- 下部ジュバ州
- ゲド州
- ベイ州
- 下部シェベリ州

## 下位区分
中部ジュバ州には3つの地区（県、District）が置かれている。人口値は2005年推定。
- ブアレ地区（英語版）：59,489人
- Jilib District：113,415人
- Sakow District：65,973人

## 主要都市
- ブアレ（Bu'ale）
- Haranka
- Jilib
- Saakow